# Angelica Sin
 (octobre 2023).
Si vous disposez d'ouvrages ou d'articles de référence ou si vous connaissez des sites web de qualité traitant du thème abordé ici, merci de compléter l'article en donnant les références utiles à sa vérifiabilité et en les liant à la section « Notes et références ».
Pour les articles homonymes, voir Sin.
Angelica Sin, née le 9 avril 1972 à Jacksonville, est une actrice pornographique et catcheuse américaine.

## Biographie
Angelica fut scolarisée à l'université de Caroline du Sud. Elle débuta dans l'industrie du charme en 1996 en devenant stripteaseuse durant les Jeux olympiques d'Atlanta. Elle partit pour Los Angeles en 1998. Elle est surtout reconnue pour ses scènes anales et est une figure du milieu.
Angelica est apparue dans plus de 300 films X depuis ses débuts en 1998. Elle a été nommée aux AVN Awards en 2005 dans la catégorie « meilleure scène de fellation » (best bj scene) ainsi qu'en 2004 et 2003 dans la catégorie de « meilleure scène anale » (best anal scene).
Elle a par ailleurs posé pour de nombreux magazines de charme. Angelica s'est retirée du porno à la suite de la contraction de MST. Elle continue jusqu'ici à faire des apparitions en public.
C'est une catcheuse américaine The P.W.O Dojo de Californie.
Elle est mariée à Howard McCullough.
En 2017, Angelica servit d'inspiration pour la création du protagoniste d'un titre Manga Hentai. Son personnage est, « Anjera Tsumi », dans le Manga nommé « Nectarivore ».

## Récompenses
- 2006 : AVN Award The New Devil in Miss Jones
- 2005 : AVN Award (nomination) best bj scene
- 2004 : AVN Award (nomination) best anal scene
- 2003 : AVN Award (nomination) best anal scene

## Filmographie sélective

### Films érotiques
- 2002 : Wicked Temptations : Cheryl Cross

### Films pornographiques
- All About Ass # 16
- American Anal Association
- Anal Offenders
- Anal University # 3
- Angelica's Anal Sinns
- Big Boobs Dirty 30s And Squirting
- Bg Fat F.N. Tits # 4
- Big Tit Brotha Lovers # 2
- Big Tit Prison # 2
- Big Tit Teasers # 6
- Big Wet Asses # 3
- Extreme Big Tits # 4
- Farrah's All Girl Adventure 2
- Fuck You Ass Whores # 2, # 4
- Gag Factor # 6
- Girl's Affair 17, 33 & 60
- Lauren Phoenix's Fuck Me
- My Girlfriend's Girlfriends 2
- No Man's Land 19 & 22
- Severe Anal